# Пимпирев бряг
Пимпирев бряг (на английски: Pimpirev Beach) е брегова ивица с дължина 6 км от северозападния бряг на Южния залив на остров Ливингстън, ограничена от нос Ереби на запад-югозапад и от северния ъгъл на залива Емона разположен 1.61 км северозападно от нос Алеко и 4.07 км на север-североизток от нос Хесперидес. С изключение на отделни участъци където Пимпирев ледник се влива в залива и представлява тесен плаж под края на ледника, с разкрит скален участък 4.37 км на изток-североизток от нос Ереби. Брегът се оформя в резултат на значителни промени при отдръпването на Пимпирев ледник в края на 20 и началото на 21 век.
Координатите му са: 62°37′11″ ю. ш. 60°24′50″ з. д. / 62.619722° ю. ш. 60.413889° з. д..
Получава името си от прилежащия Пимпирев скат. Името е официално дадено на 17 февруари 2004 г.
Българско топографско проучване през 1995/1996 г. и Тангра 2004/05. Испанско картографиране от 1991 г., българско от 1996, 2005, 2009 и 2012 г.

## Карти
- L.L. Ivanov et al, Antarctica: Livingston Island, South Shetland Islands (from English Strait to Morton Strait, with illustrations and ice-cover distribution), 1:100000 scale topographic map, Antarctic Place-names Commission of Bulgaria, Sofia, 2005
- Л. Иванов. Антарктика: Остров Ливингстън и острови Гринуич, Робърт, Сноу и Смит. Топографска карта в мащаб 1:120000. Троян: Фондация Манфред Вьорнер, 2009. ISBN 978-954-92032-4-0
- Л. Иванов. Карта на остров Ливингстън. В: Иванов, Л. и Н. Иванова. Антарктика: Природа, история, усвояване, географски имена и българско участие. София: Фондация Манфред Вьорнер, 2014. с. 18 – 19. ISBN 978-619-90008-1-6